# Зиферсхайм
Зиферсхайм (нем. Siefersheim) — община в Германии, в земле Рейнланд-Пфальц. 
Входит в состав района Альцай-Вормс.  Население составляет 1267 человек (на 31 декабря 2010 года). Занимает площадь 6,28 км².

Зиферсхайм

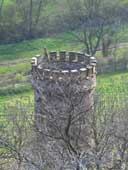
Башня